# Sternotomis pupieri
Sternotomis pupieri är en skalbaggsart som beskrevs av Edmond Jean-Baptiste Fleutiaux 1905. Sternotomis pupieri ingår i släktet Sternotomis och familjen långhorningar. Inga underarter finns listade i Catalogue of Life.